# Telestes muticellus
Telestes muticellus är en fiskart som först beskrevs av Bonaparte, 1837.  Telestes muticellus ingår i släktet Telestes och familjen karpfiskar. IUCN kategoriserar arten globalt som livskraftig. Inga underarter finns listade i Catalogue of Life.